# Ягодненский сельский совет Харьковской области
Ягодненский сельский совет — входит в состав Купянского района Харьковской области Украины.
Административный центр сельского совета находится в селе Ягодное.

## История
- 1982 — дата образования.

## Населённые пункты совета
- село Ягодное
- село Затишное
- село Ивановка
- село Николаевка
- село Новая Тарасовка
- село Орлянка
- село Степовая Новоселовка

### Ликвидированные населённые пункты
- село Загоруйковка
- село Парневое
- село Репковка
- село Тимковка